# Go-Sakuramachi
Go-Sakuramachi (後桜町天皇, Go-Sakuramachi-tennō, Kyoto, 23 de setembre de 1740 – Kyoto, 24 de desembre de 1813) fou el 117è monarca del Japó, segons l'ordre tradicional de successions. El seu regnat va començar l'any 1762 i va acabar amb la seva abdicació en 1771.
Aquesta sobirana del segle xviii va rebre el nom d'emperadriu del seu pare, l'emperador Sakuramachi, amb el prefixe go- (後), traduït com a "després". El seu nom vol dir, doncs, "després de Sakuramachi". La paraula japonesa go també pot ser traduïda com ara "segon", per la qual cosa algunes fonts antigues identifiquen a l'emperadriu com "Sakuramachi II".
En la història del Japó, Go-Sakuramachi fou la darrera de vuit dones en prendre el rol d'emperadriu regnant. Les altres set dones regnants anteriors a Go-Sakuramachi van ser Suiko, Kōgyoku (Saimei), Jitō, Genmei, Genshō, Kōken (Shōtoku), i Meishō.

## Genealogia
Abans de l'ascens de Go-Sakuramachi al Tron del Crisantem, el seu nom personal (imina) era Toshiko (智子). El seu pre-títol inicial d'accés al tron va ser Isa-no-miya (以茶宮), passant més tard a ser Ake-no-miya (緋宮).
Fou la segona filla de l'emperador Sakuramachi. La seva mare fou Nijō Ieko (二条 舎子). La seva germana més gran va morir jove i el seu germà més jove va ser l'emperador Momozono. L'emperadriu i el seu germà emperador va ser els últims descendents directes de l'emperador Nakamikado.
La família imperial de l'emperadriu Go-Sakuramachi va viure amb ella en el dairi del Palau Heian.

## Esdeveniments de la vida de Go-Sakuramachi
La princesa Toshiko va accedir al tron quan l'emperador Momozono va abdicar a favor de la seva germana. El príncep Hidehito, fill de Momozono, qui més tardà seria conegut com a emperador Go-Momozono) tenia només cinc anys en aquell moment. S'esperava que la tia d'Hidehito (Go-Sakuramachi) ocupés el tron fins que el seu nebot fos capaç d'assumir la càrrega de la responsabilitat de regnar.
- 23 de setembre de 1740: naixement de la princesa Toshiko.[6]
- 15 de setembre de 1762 (Hōreki 12): accés de l'emperadriu Go-Sakuramachi després de l'abdicació del seu germà, l'emperador Momozono.[7]
- 1763 (Hōreki 13): es funda en el districte Kanda d'Edo una associació comercial que gestiona el ginseng coreà.[8]
- 1765 (Meiwa 2): s'emet la moneda de cinc mon (moneda oficial japonesa entre 1336 i 1870).
- 1766 (Meiwa 3): té lloc l'incident de Meiwa, consistent en la planificació i altres activitats destinades a desplaçar el Shogunat amb poders imperials restaurats. L'intent va fracassar.[9]
- 1768 (Meiwa 5): s'atura l'ús de la moneda de cinc mon.
- 1770 (Meiwa 7): un tifó destrueix el nou Palau Imperial construït en Kyoto.[10]
- 1770 (Meiwa 7): un gran cometa (el cometa Lexell), amb una cua molt llarga, il·lumina el cel durant les nits d'estiu i de tardor.
- 1770 (Meiwa 7): primer dels 15 anys consecutius de sequera al Japó.
- 9 de gener de 1771: en el novè any del seu regnat, l'emperadriu abdica a favor del seu nebot i el seu regnat acaba.

El regnat de Go-Momozono no va durar molt de temps, acabant en 1779 quan l'emperador va morir sense deixar cap fill viu. Quan el seu nebot agonitzava, la seva tia Go-Sakuramachi, aleshores retirada (Daijō Tennō), va consultar amb els cortesans principals i els guàrdies imperials, planejant l'acceptació del príncep Fushimi-no-miya com a fill adoptat, però ells finalment van optar pel príncep Morohito (師仁), sisè fill del príncep Kan'in-no-miya Sukehito (閑院宮典仁), el qual tenia el suport del cap d'assessors de l'emperador (Kampaku). El príncep Morohito, adoptat precipitadament per un moribund Go-Momozono, va esdevenir l'emperador Kōkaku.
Després del canvi de branca imperial en el tron, Go-Sakuramachi, en la seva funció d'emperadriu retirada (Daijō Tennō), va passar a ser coneguda com la Guardiana del Jove Senyor (l'emperador Kōkaku). En aquest rol va amonestar l'emperador durant un escàndol que va implicar un títol honorari, en 1789.
- 24 de desembre de 1813: mor l'antiga emperadriu, a l'edat de 73 anys.

El kami de Go-Sakuramachi està enterrat al mausoleu Imperial (misasagi), Tsuki no wa no misasagi, al Sennyū-ji d'Higashiyama-ku, en Kyoto. Al mateix lloc es troben els seus immediats predecessors imperials des de l'emperador Go-Mizunoo: Meishō, Go-Kōmyō, Go-Sai, Reigen, Higashiyama, Nakamikado, Sakuramachi i Momozono, juntament amb els seus quatre successors immediats, Go-Momozono, Kōkaku, Ninkō, i Kōmei.

### Llegat
Tot i que en total hi va haver set altres emperadrius regnants, els seus successors van ser seleccionats més sovint entre els homes de la línia paterna imperial. Per això, alguns erudits argumenten que els regnats de les dones van ser temporals i que la tradició de la successió masculina s'ha de mantenir en el segle xxi. La successió entre Genmei i Genshō va ser l'única excepció d'aquesta tradició.
Go-Sakuramachi va escriure un llibre amb el títol Assumptes Anuals a la Cort Imperial (禁中年中の事, Kinchū-nenjū no koto). L'obra consisteix en poemes, cartes imperials i cròniques imperials.

#### Kugyō
Kugyō (公卿) és un terme aplicat a un col·lectiu format per uns pocs homes poderosos adscrits a la cort de l'emperador del Japó en èpoques pre-Meiji. Fins i tot durant els anys en què les influències externes a palau van ser mínimes, aquesta organització jeràrquica es va mantenir. En general, aquest grup d'elit va incloure només tres a quatre homes en un moment donat. Van ser cortesans hereditaris. L'experiència i els antecedents familiars els portaven al cim de la seva carrera. Durant el regnat de Go-Sakuramachi, aquest apèndix del Daijō-kan va incloure:
- Sadaijin
- Udaijin
- Naidaijin
- Dainagon

## Eres del regnat de Go-Sakuramachi
Els anys de regnat de Go--Sakuramachi s'identifiquen amb els noms d'era japonesa o nengō següent:
- Hōreki (1751–1764)
- Meiwa (1764–1772)

## Referències

Segell Imperial del Japó (un crisantem estilitzat)